# Estadio Gustavo Ferraz
El Estadio Gustavo Ferraz, es un estadio deportivo de Uruguay ubicado en la ciudad de Salto, capital del departamento de Salto.
El estadio pertenece a Salto Nuevo, antes era sede del Salto Fútbol Club actualmente desafiliado de la Asociación Uruguaya de Fútbol.
Su capacidad es para 5500 espectadores, es el mayor estadio del sur de la ciudad de Salto, capital del departamento de Salto. En él se ha jugado la Copa El País y campeonatos locales. Es el único estadio en Salto en que se dio la vuelta olímpica además del Estadio Dickinson.